# Sinagoga Veche din Cracovia
Sinagoga Veche din Cracovia este un monument istoric, în prezent muzeu. Lăcașul este cea mai veche sinagogă din Polonia păstrată până acum.